# Elezioni parlamentari in Mongolia del 2016
Le elezioni parlamentari in Mongolia del 2016 si tennero il 29 giugno per il rinnovo della Grande Hural di Stato.

## Risultati
| Liste                                     | Voti      | %     | Seggi |
| ----------------------------------------- | --------- | ----- | ----- |
| Partito del Popolo Mongolo                | 636.138   | 45,68 | 65    |
| Partito Democratico                       | 467.191   | 33,55 | 9     |
| Partito Rivoluzionario del Popolo Mongolo | 112.850   | 8,10  | 1     |
| Sovranità e Unità                         | 35.394    | 2,54  | -     |
| Partito Repubblicano Mongolo              | 23.118    | 1,66  | -     |
| Partito del Movimento Civile              | 12.264    | 0,88  | -     |
| Partito Unito dei Patrioti                | 11.826    | 0,85  | -     |
| Volontà Cittadina - Partito Verde         | 6.568     | 0,47  | -     |
| Partito Socialdemocratico Mongolo         | 5.308     | 0,38  | -     |
| Altri <5.000 voti                         | 14.597    | 1,05  | -     |
| Indipendenti                              | 67.220    | 4,83  | 1     |
| Totale                                    | 1.392.474 |       | 76    |